# Louis-Jacques-Marie Bizeul
Louis-Jacques-Marie Bizeul, dit Bizeul de Blain (parfois orthographié Biseul ou Biseuil), né le 14 septembre 1785 à Blain (Loire-Atlantique) et mort dans la même commune le 27 mars 1861, est un historien, archéologue et érudit français. Il consacre l'essentiel de ses recherches à l'histoire ancienne (en particulier celto-romaine) de la Bretagne qu'il a renouvelée par sa démarche critique des sources documentaires et par ses méthodes d'investigation « sur le terrain ».

## Biographie
Son père, Jacques Bizeul, cumule les fonctions de notaire royal et d'archiviste de la maison de Rohan. En 1792, il est témoin, à l'âge de huit ans, de la destruction du chartrier de cette maison lors de l'incendie et du pillage du château de Blain et il en est durablement marqué.
Après des études à l'École centrale de Nantes, où il est « premier lauréat du cours des Belles-Lettres » en 1802, puis une licence en droit, il est reçu avocat en 1809. Il reprend alors la charge notariale de son père, de 1810 à 1835. Adjoint au maire, puis maire de Blain de 1813 à 1830, il est durant dix ans (1851-1861) conseiller général de la Loire-Inférieure.
Il est membre actif de multiples sociétés savantes, bretonnes ou nationales. Cofondateur de l'Association bretonne (dissoute par décret impérial en 1859), président de la Société archéologique et historique de Nantes et de Loire-Atlantique (dite alors Société archéologique de Nantes), correspondant du Ministère pour les travaux historiques, il collabore activement aux travaux de la Société des antiquaires de France.
Il est médaillé de la Société française pour la conservation des monuments historiques et de l'Académie des inscriptions et belles-lettres.
Il meurt d'une attaque d'apoplexie, à l'âge de 75 ans.

### Famille
Louis Bizeul est le fils de Jacques Bizeul, né et décédé à Blain 27 décembre 1749- 20 janvier 1813, et de Marie Gautier née et décédée à Blain 2 juin 1749 - 30 novembre 1843. Sa sœur Marie, née à Fay le 17 avril 1778 et décédée à Blain le 16 février 1864, épousa à Nantes 15 janvier 1797 Pierre Gergaud, marchand épicier. Pierre Gergaud est décédé à Blain le 9 mars 1842, à l'âge de 70 ans.
Il épousa Léonice Hérault à Nantes le 30 août 1808. Léonice Hérault est née à Nantes paroisse Saint-Denis le 19 février 1781. Louis Bizeul indique dans son journal : 1809 : Ma femme a reçu son amie d'enfance Clémentine Coustard de Massy, camarade de pension de ma soeur. Son père député de Nantes fut guillotiné comme fédéraliste en 1793. Léonice Hérault est la fille de Pierre Hérault, notaire à Nantes et de Louise Ricard. Elles est née à Nantes au Bourg Fumé et a perdu sa mère Louise Ricard, à l'âge de 2 ans  le 7 août 1783. Les Ricard sont une famille de capitaines de navires installés à Nantes et à Paimboeuf.
De son union avec Léonice Hérault sont nés :
- Louis, né le 22 mai 1809 à Blain, notaire. Il est décédé le 18 avril 1844 à Grandchamp-des-Fontaines à Curette sur la route de Rennes devant la métairie du Chemin Nantais, écrasé sous la berline de Nantes à Blain qui a versé dans la descente. Le journal L’Hermine du 12 avril 1844 restitue l'accident : « La voiture de Blain a versé dans la descente de Curette sur la route de Rennes. Tous  les voyageurs ont été plus ou moins blessés mais le plus grand malheur à déplorer est la mort de M. Louis Bizeul fils, qui, placé sur l'impériale et, voyant le danger imminent, voulut sauter à terre, mais il le fit si malheureusement que la voiture, dans sa chute , tomba sur lui et l'écrasa de son poids. Il rentrait à Blain et venait d'Orvault où il avait conclut le matin l'acquisition d'une étude de notaire ». Louis Bizeul, père, écrit dans son journal « 1844, j'ai perdu dans un accident terrible, mon fils aîné Louis Bizeul qui dirigeait notre étude notariale depuis bientôt dix ans » ;
- Sévère, né le 7 juin 1811 à Blain, docteur en médecine, 10 rue de Briord à Nantes et décédé le 10 mars 1878. Il a épousé en 1844, Honorine Dureau fille d'un capitaine de navire. Son petit-fils Jacques Bizeul 1882-1925 fut un directeur de la photographie du cinéma français ;
- Perrine Léonice, née à Blain le 28 janvier 1817. Elle y décédera à 16 ans le 22 avril 1833 ;
- Raymond, né le 11 mars 1819 à Blain, notaire et juge paix à la Chapelle-sur-Erdre. Il épousa Émilie Jeffredo à Blain le 18 janvier 1847.

## Méthode historique
S'inspirant de la méthode de son contemporain Arcisse de Caumont (qui s'est attaché à l'histoire et à l'architecture normande tout en développant un champ de recherche très vaste), il étudie la littérature depuis les auteurs latins, afin de reconstituer la géographie et l'histoire ancienne de la Bretagne en la débarrassant des fables, légendes et traditions.

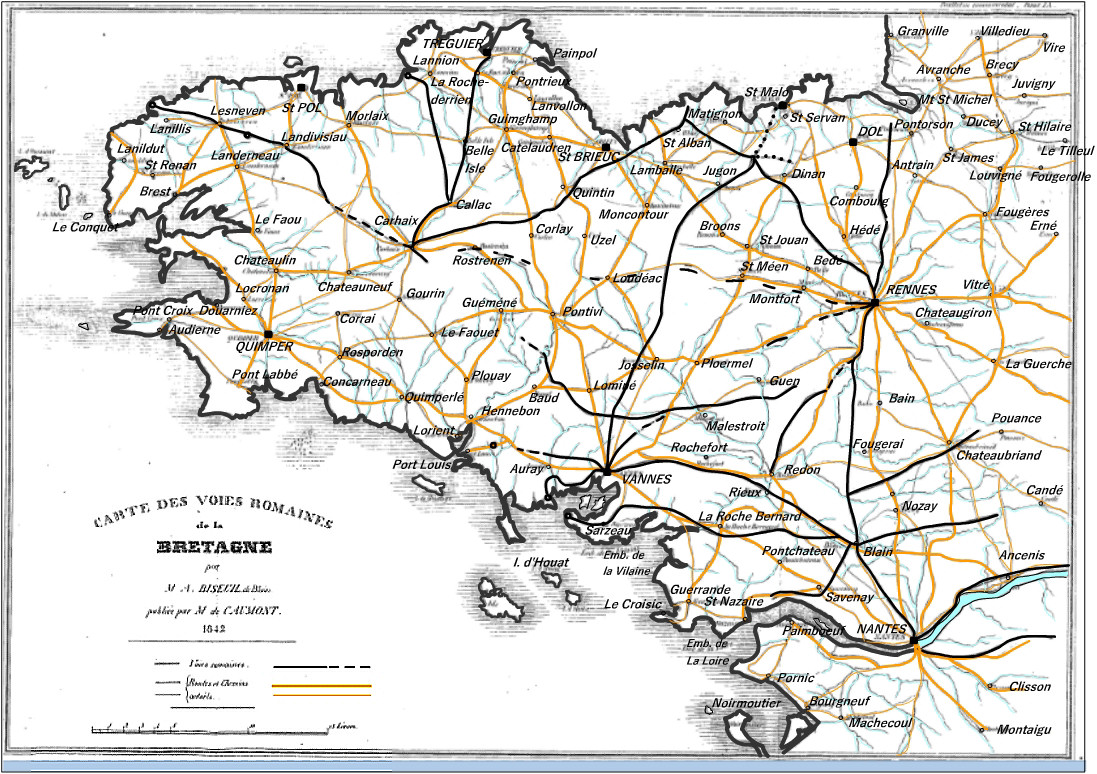
Voies romaines de Bretagne connues en 1842, établies d'après la carte de la Bretagne armorique à l'époque romaine réalisée par M. A. Biseuil (sic).

En parallèle à ces travaux d'archiviste, il mène, en solitaire, des investigations archéologiques directement sur le terrain en sillonnant à pied la Bretagne, souvent loin des sites qui monopolisent alors l'attention, de ses jeunes collègues antiquaires.

Il est l'un des premiers à identifier la ville de Carhaix (Finistère) comme étant la capitale des Osismes (la Vorgium de la Table de Peutinger) et Corseul (Côtes d'Armor) en tant que capitale des Curiosolites (ou Coriosolites). Son étude la plus fouillée porte sur les Nannètes (ou Namnètes). Une part importante de son œuvre concerne la découverte de la structure en réseau des voies romaines armoricaines, autour de Vannes, Corseul, Rennes, Blain, Nantes et surtout Carhaix à une époque où la notion même de présence romaine en Bretagne était une question très controversée, voire polémique : 
« C'était vers 1840, M. de Fréminville faisait en ce temps-là des livres où il niait intrépidement l'occupation de notre péninsule par les Romains. Cet étrange paradoxe excita sans doute encore l'ardeur de M. Bizeul, qui se vit bientôt en mesure d'en démontrer la fausseté dans son mémoire sur les Voies romaines du Morbihan (…)
Il conservera l'honneur de nous avoir le premier révélé toute l'importance de l'occupation romaine dans notre péninsule. »
Jovial, bon vivant et d'une énergie débordante jusqu'à sa mort brutale, il est un auteur prolifique, d'un style direct et parfois mordant, publiant notes et mémoires dans de multiples périodiques édités par les sociétés savantes.
Son approche des questions historiques a directement inspiré des chercheurs tels Joachim Gaulthier du Mottay (1810-1883), pour les Côtes d'Armor, ou le chartiste Léon Maître (1840-1926), pour la Loire-Atlantique.

## Œuvre

### Sur les voies romaines
- « Voies romaines de Nantes à Angers et de Nantes vers Saulmur », 32 p., sur Gallica, Annales de la Société royale académique de Nantes, 1837, p. 135-167.
- « Rapport sur les voies romaines de l'Anjou », 7 p., sur Gallica, Bulletin monumental (Société française pour la conservation et la description des monuments historiques, 1841, p. 494-501.
- « De quelques voies romaines du Poitou », 23 p., sur Gallica, Annales de la Société royale académique de Nantes, 1843, p. 448-470.
- « Des voies romaines de Rennes vers Avranches », 20 p., sur Gallica, Annales de la Société royale académique de Nantes, 1848, p.16-25 et 156-165.
- « Des voies romaines de la Bretagne et en particulier de celles du Morbihan », 93 p. et une carte, sur Gallica, Bulletin monumental (Société française pour la conservation et la description des monuments historiques), 1843, p. 5-42 ; 201-254.
- « Voies romaines de Nantes vers Limoges, et par un embranchement vers Angoulême », 50 p., sur Gallica, Annales de la Société royale académique de Nantes, 1844, p. 258-308.
- « Voies romaines sortant de Blain », 185 p., sur Gallica, Annales de la Société royale académique de Nantes, 1844.
- « Des voies romaines sortant de Carhaix », (1re partie : ville de Carhaix et voie de Carhaix à Castennec), 36 p., sur Gallica, Mme de Caila, 1849, p. 237-368.
- « Des voies romaines sortant de Carhaix », (2e partie : voie de Carhaix à Corseul), 66 p., sur Gallica, Bulletin archéologique de l'Association bretonne, 1851, p. 3-67.
- « Des voies romaines sortant de Rennes », 20 p., sur Gallica, Mellinet, 1848.
- « De quelques voies romaines de Rennes vers le Mont Saint-Michel », 30 p., sur Gallica, Annales de la Société royale académique de Nantes, 1850, p. 140-169.
- « Voie romaine de Poitiers à Nantes (en Poitou) », 15 p., sur Gallica, Revue des Provinces de l'Ouest, 1853, p. 277-291.

### Sur les Celtes armoricains
- « Des Nannètes et de leur ancienne capitale », 39 p., sur Gallica, Annales de la Société royale académique de Nantes, 1851, p. 32-70.
- La cité des Venètes en Normandie et le Mare conclusum dans la Manche, découvertes faites par M. l'abbé des Roches en 1838, Annuaire du Morbihan, 1851, 14 p., p. 199 à 212.
- « Des Osismii », 54 p., sur Gallica, Bulletin archéologique de l'Association bretonnet. 4, 1852, p. 107-160.
- « Alet et les Curiosolites », 38 p., sur Gallica, Bulletin archéologique de l'Association bretonne, 1852, p. 39-76
- de la colonisation des Venètes de l'Italie par les Venètes de l'Armorique, Annuaire du Morbihan, 1855, 45 p., p. 139 à 184.
- « Des Nannètes aux époques celtiques et romaines », (1re partie : Epoque celtique, 122 p.), ce tiré à part comprend également "Voie romaine de Poitiers à Nantes", "Voies romaines sortant de Carhaix", "Alet et les Curiosolites", "Des Osismii", "Evêchés de Basse-Armorique, Basse-Bretagne du cinquième au neuvième siècle", sur HathiTrust, A. Guéraud, 1853, p. 277-291.
- « Des Nannètes aux époques celtiques et romaines », (2e partie : Epoque romaine, 132 p.), sur Gallica, Bulletin de la Société archéologique de Nantes, 1860, p. 237-368.
- « Des Curiosolites, de l'importance de Corseult au temps de la domination romaine [...] des voies romaines qui en sortent », 212 p., sur Google Livres, J-B Huart, 1857.

### Autres études historiques
- « Mémoire sur un dépôt d'armes antiques trouvé dans les fouilles du canal de Nantes à Brest », 72 p. (24 pl.), sur Gallica, Annales de la Société académique de Nantes, 1833, p. 334-405.
- « De Conradianus et de l'ouvrage qu'on lui attribue sous le titre de 'Descriptio ultriusque Britanniae' », 10 p., sur Gallica, Annales de la Société royale académique de Nantes, 7e volume, 1836, p. 153-162.
- « Notice sur le tombeau d'Olivier de Clisson, à Josselin », 8 p., sur Gallica, Bulletin monumental Société française pour la conservation et la description des monuments historiques, 1843, p. 654-661
- Ogée, « Dictionnaire historique et géographique de la province de Bretagne », Nouvelle édition revue et augmentée par A. Marteville et P. Varin. L-J-M Bizeul y est l'auteur de 20 articles (pseudonyme : "Biz."), sur HathiTrust, Molliex, 1845-1853
- « Recherches sur les enceintes ou murailles vitrifiées, à l'occasion du camp de Perran », 10 p., sur Gallica, Congrès scientifiques de France (session de Rennes), 1849, p. 121-130
- P. Levot et al., « Biographie bretonne; recueil de notices sur tous les Bretons qui se sont fait un nom (…) depuis le commencement de l'ère chrétienne jusqu'à nos jours », tome 1, 975 p., L-J-M Bizeul y est l'auteur, dans les deux tomes, de 75 notices biographiques sous le pseudonyme "Biz…", sur HathiTrust, Cauderan, 1852
- P. Levot et al., « Biographie bretonne; recueil de notices sur tous les Bretons qui se sont fait un nom (…) depuis le commencement de l'ère chrétienne jusqu'à nos jours », tome 2, 983 p., sur HathiTrust, Cauderan, 1857[15]
- « De Rezay et du Pays de Rais », 108 p., sur Gallica, Revue des provinces de l'Ouest t. 4, 1856, p. 77-91 ; 217-231 ; 365-373 ; 478-497 ; 539-553 ; 586-605 ; 727-744
- « Mémoire sur les inscriptions gallo-romaines trouvées en Bretagne », ) 16 p., sur Gallica, Congrès archéologiques de France (Nantes), (Société française d'archéologie), 1856, p. 116-131
- « Notice sur le monument druidique du Port Fessant », 8 p., sur HathiTrust, Mémoires de la Société des Antiquaires de France, t. XVIII, 1846, p. 274-281
- « Mémoire sur les origines du Mont Saint-Michel », 29 p., sur HathiTrust, Mémoires de la Société des Antiquaires de France, t. XVII, 1844, p. 349-377
- « Des murailles romaines du château de Brest », 34 p., sur Gallica, Revue des provinces de l'Ouest t. 5, 1857, p. 137-153 ; 222-238
- « Pèlerinage de Saint-Julien de Vouvante au diocèse de Nantes », 12 p., sur Gallica, revue des provinces de l'ouest t. 6, 1858, p. 5-16
- « Des moules monétaires », 10 p., sur Gallica, Bulletin de la Société archéologique de Nantes, 1853, p. 385-394
- Ch.(sic) Bizeul (de Blain) et Armand Guéraud, Oudon, ses seigneurs et son château, coll. « Bulletin de la Société archéologique de Nantes », 1864

### Autres contributions
- de l'existence de quelques vestiges de la langue bretonne en Afrique, Annuaire du Morbihan, 1857, 24 p., p. 168 à 191.
- Dictionnaire patois du canton de Blain : (présenté par Patrice Brasseur), Université de Nantes, 1988, 173 p.

### Sources et bibliographie
- Prosper Levot, « Chronique nécrologique de M. Bizeul de Blain », 10 p., sur Gallica, Bulletin de la Société académique de Brest, 1862-1863, p. 261-270
- Arthur de La Borderie, « Chronique », 10 p., sur Gallica, Revue de Bretagne et de Vendée, 1861, p. 331-333
- René Kerviler et al., « Répertoire général de bio-bibliographie bretonne », (en 24 volumes) 15 p. sur L-J-M. Bizeul : Cet article comporte une liste exhaustive des écrits de L-J-M Bizeul, en particulier concernant les nombreux manuscrits inédits conservés dans le fonds Bizeul à la bibliothèque de Nantes, sur Gallica, J. Plihon et L. Hervé (Rennes), 1886-1908, p. 261-270
- Jacques Daniel, Louis-Jacques-Marie Bizeul (1785-1861) : L' archéologue : Une contribution à l'histoire de l'archéologie dans l' Ouest armoricain, Université de Nantes, 2014.
- Jacques Daniel, Louis-Jacques-Marie Bizeul (1785-1861) : un notable érudit à la naissance de l'archéologie dans l'ouest armoricain : Mémoire de master, Université de Nantes, 2013, 144 p..
- Martial Monteil, « La naissance de l’archéologie à Nantes (1500-1860) », 18 p. permet de resituer Bizeul dans son contexte historique, sur abpo.revues.org, Annales de Bretagne et des pays de l'Ouest, 2011.